# Backhousia kingii
Backhousia kingii är en myrtenväxtart som beskrevs av Gordon P. Guymer. Backhousia kingii ingår i släktet Backhousia och familjen myrtenväxter.
Artens utbredningsområde är Queensland. Inga underarter finns listade i Catalogue of Life.